# 라이트하우스 (2019년 영화)
《라이트하우스》(영어: The Lighthouse)는 2019년 개봉된 흑백, 심리 공포 영화이다. 로버트 에거스가 감독과 공동각본을 맡았다. 제72회 칸 영화제(2019)에서 전 세계 최초로 상영되었으며, 국제영화비평가연맹(FIPRESCI)상을 수상했다.

## 줄거리
1890년대, 에프라임 윈즐로는 뉴잉글랜드 해안에서 떨어진 외딴 섬에서 전직 선원인 토마스 웨이크의 감독 아래 4주간 등대원으로 일하게 된다. 윈즐로는 자신의 숙소에서 작은 스크림쇼 인어를 발견하고 재킷 안에 넣어둔다. 웨이크는 즉시 매우 까다로운 사람으로 판명되어 윈즐로에게 요강 비우기, 기계 관리, 무거운 등유 탱크를 계단으로 옮기기, 등대 페인트칠하기와 같은 고된 작업을 시키고, 윈즐로가 등대 등실에 들어가는 것을 금지한다. 윈즐로는 매일 밤 등대에 올라간 웨이크가 불빛 앞에서 옷을 벗는 것을 관찰한다. 섬에 머무는 동안 윈즐로는 바다 괴물과 바다에 떠다니는 통나무를 환각하기 시작하고, 스크림쇼에 있는 인어를 보며 자위한다. 윈즐로는 외눈박이 갈매기에 시달리지만, 웨이크는 갈매기가 환생한 선원이라는 미신 때문에 갈매기를 죽이지 말라고 경고한다. 어느 날 저녁 식사를 하던 중 웨이크는 윈즐로에게 자신의 전임 등대원이 정신을 잃고 죽었다고 밝히고, 윈즐로는 자신이 메인주 출신의 전직 나무꾼으로 캐나다에 주둔했으며 이제 새로운 직업을 찾고 있다고 밝힌다.
예정된 출발 전날, 윈즐로는 물탱크 안에서 죽은 갈매기를 발견하고 식수를 피로 물들인다. 그는 외눈박이 갈매기의 공격을 받고 갈매기를 무자비하게 때려죽인다. 바람이 급격히 방향을 바꾸고 맹렬한 폭풍이 섬을 강타한다. 윈즐로와 웨이크는 밤새 술을 마시고, 폭풍 때문에 다음날 등대 보급선이 그들을 데리러 오지 못한다. 윈즐로가 요강을 비우자, 그는 해변에 밀려온 인어의 시체를 발견하고, 인어가 그에게 손을 흔들고 울부짖는다. 그는 오두막으로 도망치고, 웨이크는 폭풍 때문에 식량이 상했다고 알린다. 윈즐로는 보급선이 하루 늦었을 뿐이라고 생각하여 걱정하지 않지만, 웨이크는 이미 몇 주 동안 고립되어 있었다고 말한다. 두 사람은 등대 밑에서 상자를 발견하는데, 윈즐로는 상자 안에 비상 식량이 들어있을 것이라고 생각하지만, 상자는 술병으로 가득 차 있다.
폭풍이 계속 raging하는 동안 윈즐로와 웨이크는 매일 밤 술을 마시며 친밀감과 적대감 사이를 오간다. 어느 날 밤, 윈즐로는 웨이크에게서 등실 열쇠를 훔치려 했지만 실패하고 그를 살해할 생각까지 한다. 윈즐로는 나중에 랍스터 덫에서 웨이크의 전임 등대원의 외눈박이 머리를 본다. 술에 취한 윈즐로는 웨이크에게 자신의 진짜 이름은 토마스 하워드이며, 그는 캐나다에서 자신의 잔인한 foreman이었던 에프라임 윈즐로의 신분을 위장했고, 목재 운반 중 의도적으로 그를 익사시켰다고 고백한다. 하워드는 웨이크가 자신에게 "비밀을 털어놓았다"고 비난하는 위협적인 환각을 보고 도리 보트로 달려가 섬을 떠나려 하지만, 웨이크가 나타나 도끼로 보트를 파괴한다. 하워드를 숙소로 쫓아간 후 웨이크는 하워드가 자신을 쫓아와 도리를 부수었으며, 하워드가 고백 때문에 미쳐버렸다고 주장한다.
술이 바닥나자 하워드와 웨이크는 테레빈유와 꿀을 섞은 concoction을 마시기 시작하고, 그날 밤 거대한 파도가 그들의 오두막 벽을 뚫고 들어온다. 아침에 하워드는 웨이크의 일지를 발견하는데, 웨이크는 일지에서 그를 술에 취하고 무능한 직원이라고 비판하며 무급으로 해고해야 한다고 권고했다. 두 남자는 말다툼을 하고, 하워드는 인어, 진짜 윈즐로, 그리고 프로테우스와 같은 웨이크를 환각하며 웨이크를 공격한다. 하워드는 웨이크를 제압하고 등대 밑에 있는 구멍으로 끌고 가서 생매장하려 한다. 의식을 잃기 전에 웨이크는 등실을 들여다보는 자들에게 기다리고 있는 "프로메테우스적인" 벌칙을 묘사하고, 하워드는 등실 열쇠를 가져간다.
하워드가 담배를 피우러 간 사이 웨이크가 돌아와 도끼로 그를 때린다. 하워드는 웨이크를 무장해제시키고 죽인 후 등대에 올라간다. 등실에서 프레넬 렌즈가 하워드에게 열리고, 그는 손을 뻗어 격렬하게 왜곡된 비명을 지르며 등대 계단을 굴러떨어진다. 얼마 후, 거의 죽어가는 하워드가 손상된 눈을 가진 채 바위 위에 벌거벗고 누워 있고, 갈매기 떼가 그의 노출된 장기를 쪼아 먹는다. 등대는 어디에도 보이지 않는다.

## 출연
- 윌럼 더포 - 토머스 웨이크
- 로버트 패틴슨 - 에프라임 윈즐로